# Wysoka (Bełk)
Wysoka – część wsi Bełk w Polsce położona w województwie śląskim, w powiecie rybnickim, w gminie Czerwionka-Leszczyny.